# Obsession (album Blue System)
Obsession – czwarty album niemieckiego zespołu Blue System wydany 8 października 1990 przez Hansa Records, oznaczony w katalogu numerem 210 995 (wydanie LP). Album zawiera 10 utworów.
Jest to jedyny album zespołu Blue System, na którym znalazł się utwór instrumentalny, oraz utwór o instrumentalnych zwrotkach. W Niemczech album uzyskał status złotej płyty . 

## Lista utworów
LP (Hansa 210 995) – 8 października 1990
| 1.  | Love Is Such a Lonely Sword | 4:10  |
|     |                             |       |
| 2.  | When Sarah Smiles           | 3:41  |
|     |                             |       |
| 3.  | Behind The Silence          | 3:32  |
|     |                             |       |
| 4.  | 2000 Miles                  | 3:46  |
|     |                             |       |
| 5.  | Two Hearts Beat As One      | 3:48  |
|     |                             |       |
| 6.  | 48 Hours                    | 3:54  |
|     |                             |       |
| 7.  | I'm Not That Kind Of Guy    | 3:27  |
|     |                             |       |
| 8.  | Try The Impossible          | 3:24  |
|     |                             |       |
| 9.  | Another Lonley Night        | 3:09  |
|     |                             |       |
| 10. | I'm The Pilot Of Your Love  | 3:21  |
|     |                             |       |
|     |                             | 36:12 |
|     |                             |       |

## Twórcy
- Muzyka: Dieter Bohlen
- Autor tekstów: Dieter Bohlen
- Wokalista: Dieter Bohlen oraz Audrey Motaung dodatkowo w utworze Love Is Such a Lonely Sword
- Producent: Dieter Bohlen
- Aranżacja: Dieter Bohlen
- Współproducent: Luis Rodríguez

## Notowania na listach przebojów
| Notowania |                   |                   |            |
| Kraj      | Lista             | Najwyższa pozycja | Data       |
| Niemcy    | GfK Entertainment | 14.               | 12.11.1990 |
| Austria   | Ö3 Austria Top 40 | 18.               | 11.11.1990 |